# Rosa Petzel
Rosa Petzel, född 1831, död 1912, var en tysk konstnär (målare) och författare. 
Hon var 1867 en av grundarna till Verein der Künstlerinnen und Kunstfreundinnen.